# شابه فضیله
شابه فضیله (انگلیسی: Chaba Fadela؛ زاده ۵ فوریه ۱۹۶۲) یک است.